# Bernsdorf (Oberlausitz)
Bernsdorf (obersorbisch Njedźichow) ist eine sächsische Kleinstadt im Landkreis Bautzen am nördlichen Rand der Oberlausitz.

## Geographie

Luftbild (im Vordergrund der Schmelzteich)

### Geographische Lage
Die Stadt liegt innerhalb ausgedehnter Wälder am äußersten Rande der Oberlausitzer Teichlandschaft etwa 11 km nördlich von Kamenz, 14 km südwestlich von Hoyerswerda und 17 km südlich von Senftenberg. Im Norden und Nordosten wurde früher Braunkohletagebau betrieben. Der Ort ist unmittelbar von einer nahezu ebenen großflächigen Heidelandschaft umgeben.
Städtebaulich ist Bernsdorf auch heute noch eher ein schnell gewachsenes Industrie-Dorf, als eine Stadt mit festem, planmäßig angelegtem Stadtkern.

### Stadtgliederung
Zu Bernsdorf gehören die Ortsteile Bernsdorf Stadt, Zeißholz (obersorbisch Ćisow), Großgrabe (Hrabowa), Straßgräbchen (Nadrózna Hrabowka) und Wiednitz (Wětnica).
sowie die Wohnplätze Neu Wiednitz und Waldhof.

## Geschichte

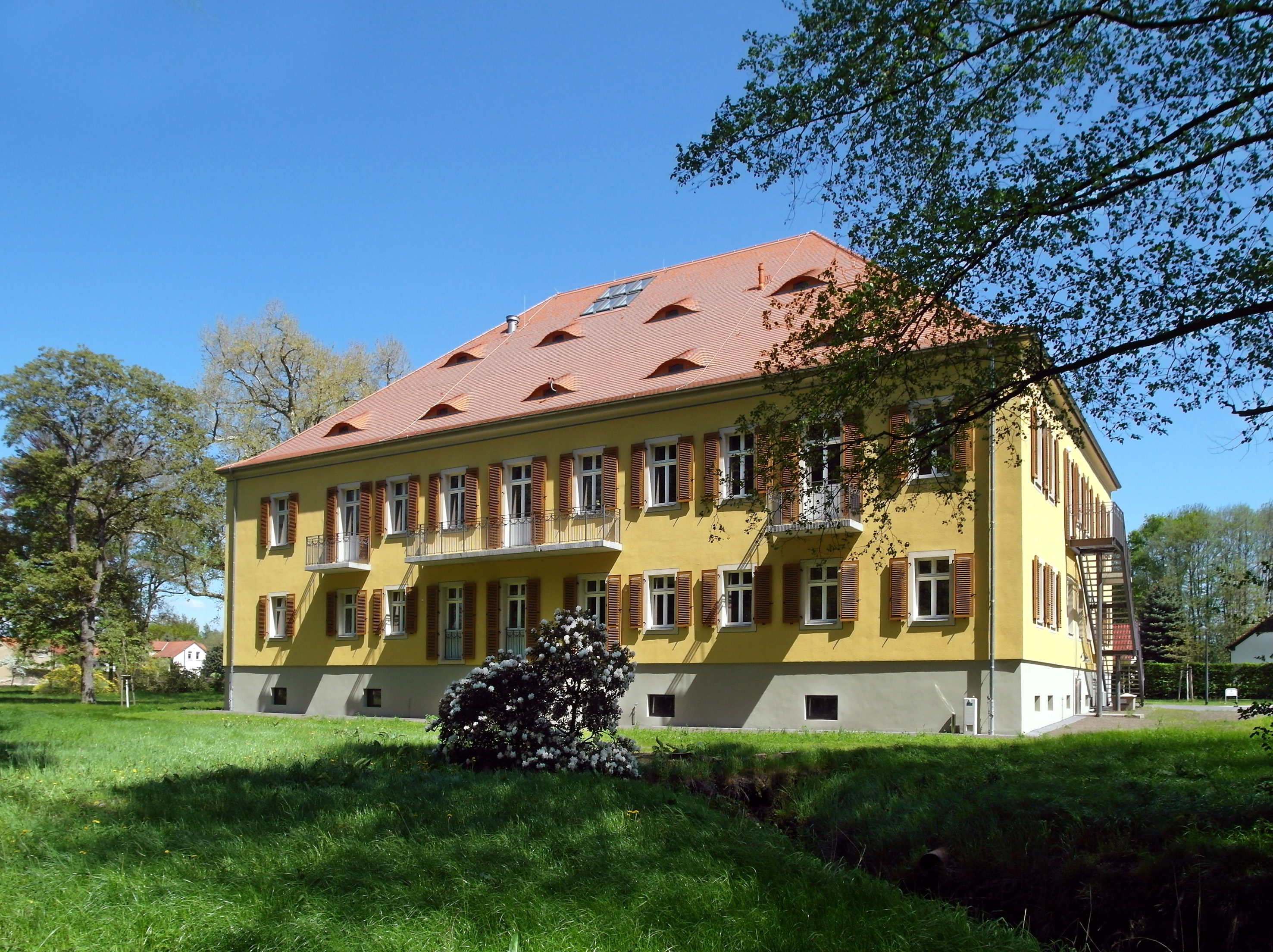
Schloss Bernsdorf OL, heute Stadtverwaltung

Bernsdorf wurde 1438 erstmals urkundlich erwähnt. Der Name dürfte von dem Ortsgründer, einem Bernhard von Kamenz, stammen. 1438 zählte der Ort zur böhmischen Krone. Gangolf von Lüttichau erwarb 1534 die Gutsherrschaft. 1578 wurde das Gut mit einem Bräu- und Malzhaus belehnt. Melchior von Loeben erstand 1613 den Landbesitz, den er 1615 für 13.450 Taler der Stadt Kamenz verkaufte. 1639 wurden die sächsischen Kurfürsten Landesherren. 1653 kaufte Ludwig d. J. von Kahle Bernsdorf von der Stadt Kamenz, um es 1695 seinem Sohn Georg Christoph zu vererben. 1672, als die Türken Polen überfielen, lebten in Bernsdorf acht Grenzhüfner, ein Halbhüfner, zwei Gärtner und vier Häusler. 1695 ließ der Kurfürst von Sachsen, am Kauf von Bernsdorf interessiert, die Gutsherrschaft auf 11.737 Taler und 17 Silbergroschen schätzen. 1731 als das Reichsgewerbegesetz die Zünfte unter Staatsaufsicht stellte, erhielt Bernsdorf eine eigene Post. 1773 begründete Johann Gottlob Raum das örtliche Schulwesen.
1788 ließ Sigismund Ehrenreich von Redern, seit 1771 Gutsherr von Bernsdorf, einen Hochofen für Raseneisenerz errichten und legte so den Grundstein für den ersten Bernsdorfer Betrieb. 1815 wurde Bernsdorf auf Beschluss des Wiener Kongresses Preußen angegliedert. 1839 zählte Bernsdorf 308 Einwohner. 1845 legte Heinrich Friedrich Moritz Beyer, seit 1816 Gutsherr in Bernsdorf, mit der Glasherstellung den Grundstein für die Glasindustrie in Bernsdorf. 1848 erhielt seine Fabrik den Namen „Ludwigshütte“. 1853 fertigten die Bernsdorfer Eisenwerker über 70 Tonnen Gussteile für den Löbauer König-Friedrich-August-Turm, den sie danach in neun Monaten montierten. 1863 begannen die Brüder Hoffmann in der „Alten Hütte“ mit der Glasproduktion.
1870 begründete Hütteningenieur Dudek in der ehemaligen Glasfabrik „Ludwigshütte“ die Zinkweißhütte Bernsdorf, die später in der DDR Alleinproduzent war. 1874 erweiterte die neue Bahnstrecke Kamenz–Senftenberg die örtliche Infrastruktur. 1886 ersteigerte Uhlich als vorletzter Besitzer das Eisenwerk, bevor es 60 Jahre später volkseigen wurde, was es 44 Jahre blieb. Nach der Wende 1990 wurde es schrittweise privatisiert.

Nach Darstellung von Richard Andree war Bernsdorf schon im Jahre 1872 weitgehend germanisiert; als sorbische Sprachgrenzdörfer benennt er für diesen Zeitpunkt Weißig und Zeisholz vier bzw. fünf Kilometer östlich von Bernsdorf. Für seine Statistik über die sorbische Bevölkerung in der Oberlausitz ermittelte dagegen Arnošt Muka in den 1880er Jahren eine Bevölkerungszahl von 270 Einwohnern; davon waren 150 Sorben (56 %) und 120 Deutsche.

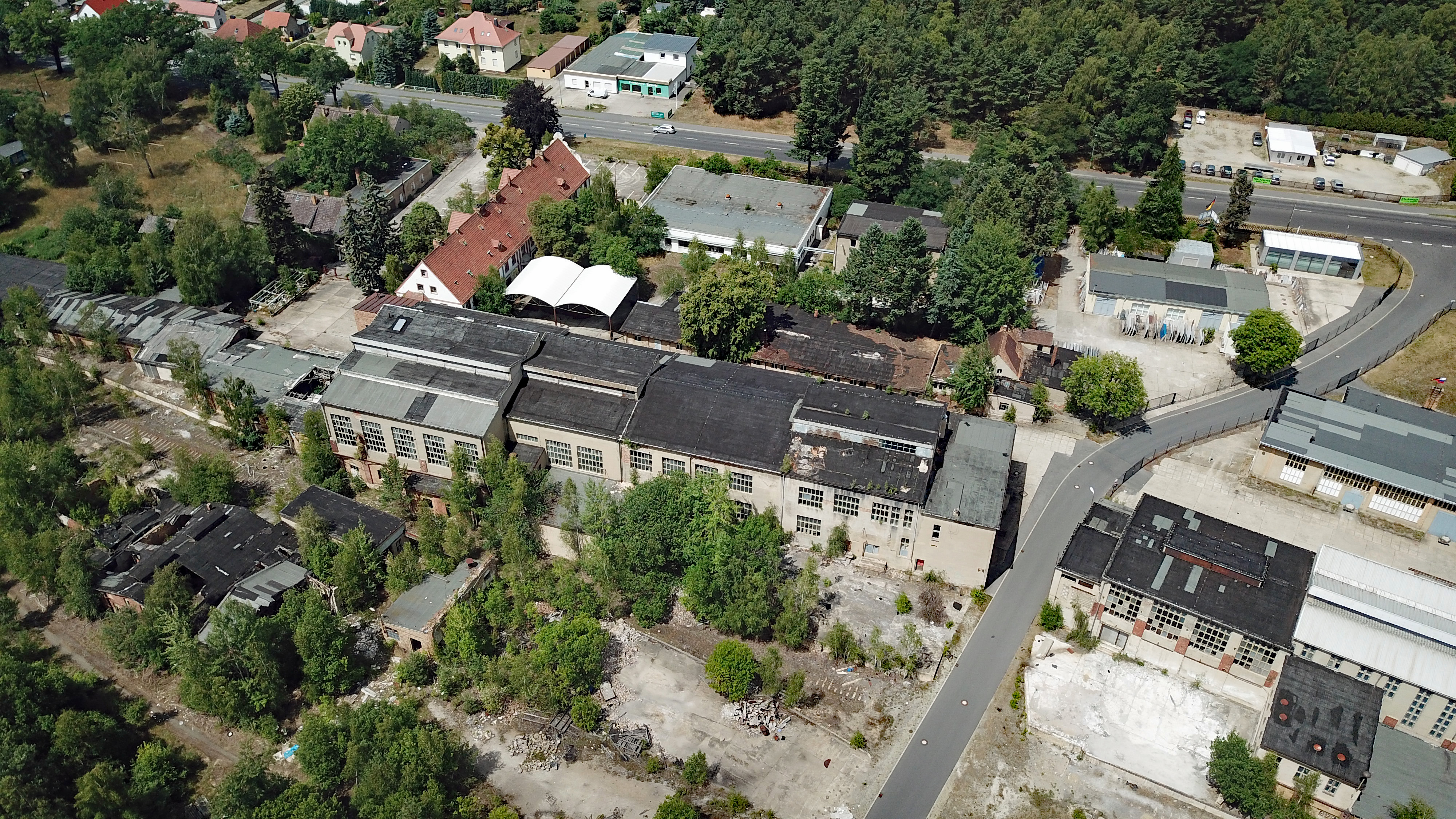
Ehemalige Zinkweißhütte vor dem für 2018 geplanten Abriss

1891 hielt in Bernsdorf mit dem Wannenschmelzverfahren eine innovative Glastechnologie Einzug. 1922 verkaufte der Großindustrielle Hugo Stinnes als letzter Grundherr der 388-jährigen Gutsherrschaft einen Teil des Gutes Bernsdorf für 1,5 Millionen Papiermark an die Gemeinde Bernsdorf. Stinnes hatte den Grundbesitz für 1,2 Millionen erworben, aber vor diesem Verkauf die kapitalträchtigen Kohlefelder an die Grube Clara III (Zeißholz) veräußert. Zum Ende des Zweiten Weltkrieges erwarb die Heeresverwaltung große Geländeflächen im Lehmwald nördlich von Bernsdorf, auf denen neben einer Niederlassung des Transportkorps Speer auch eine Siedlung (Durchgangslager) für die Rückführung von Mennoniten nach Deutschland mit einer Kapazität von 4000 Bewohnern entstehen sollte.
1954 war Baubeginn des Wasserwerkes und für den Ausbau des Trinkwassernetzes. Das Waldbad wurde zum Naherholungsgebiet ausgebaut. 1955 wurde der soziale Wohnungsbau begonnen. Bernsdorf entwickelte sich 1960 zu einem bedeutenden Industriestandort. Am 18. September 1968 erhielt Bernsdorf das Stadtrecht. 1991 wurde die Verwaltungsgemeinschaft mit Straßgräbchen, Wiednitz, Großgrabe und Zeißholz gebildet. Sie wurde am 1. Januar 2012 mit Eingemeindung der letzten angehörigen Gemeinde aufgelöst.
Eingemeindungen
1950 erfolgte die Eingemeindung der unmittelbar an Bernsdorf angrenzenden Siedlungen Neu Wiednitz und Waldhof. Am 1. Januar 1994 wurde Zeißholz nach Bernsdorf eingemeindet. Am 1. Januar 1997 folgte Großgrabe. Straßgräbchen kam am 1. Januar 2007 hinzu. Am 1. Januar 2012 erfolgte schließlich die Eingemeindung von Wiednitz.

## Politik

### Stadtrat
- Linke: 2
- BKC: 5
- CDU: 6
- AfD: 1

Die AfD kann vier Sitze nicht besetzen. Der Stadtrat verkleinert sich entsprechend.
Seit der Stadtratswahl am 9. Juni 2024 verteilen sich die 15 Sitze des Stadtrates folgendermaßen auf die einzelnen Gruppierungen:
- CDU: 6 Sitze
- Freie Wähler / Bernsdorfer Karnevalsclub: 5 Sitze
- AfD: 1 Sitz (vier Sitze bleiben mangels Kandidaten unbesetzt)
- Linke: 2 Sitze

| Liste                                    | 2024   | 2024   | 2019   | 2019   | 2014   | 2014   |
| Liste                                    | Sitze  | in %   | Sitze  | in %   | Sitze  | in %   |
| ---------------------------------------- | ------ | ------ | ------ | ------ | ------ | ------ |
| CDU                                      | 6      | 34,4   | 6      | 30,6   | 8      | 38,6   |
| Freie Wähler / Bernsdorfer Karnevalsclub | 5      | 27,3   | 3      | 17,7   | 2      | 13,4   |
| AfD                                      | 1      | 26,3   | 1      | 19,2   | –      | –      |
| Linke                                    | 2      | 11,0   | 3      | 14,8   | 5      | 22,7   |
| FDP                                      | –      | 1,1    | 2      | 14,4   | 2      | 9,7    |
| SPD                                      | –      | –      | –      | 3,3    | –      | 3,1    |
| Bürgerinitiative PRO Bernsdorf           | –      | –      | –      | –      | 1      | 9,0    |
| Bündnis AFV                              | –      | –      | –      | –      | –      | 3,5    |
| Wahlbeteiligung                          | 65,2 % | 65,2 % | 62,3 % | 62,3 % | 50,5 % | 50,5 % |

### Bürgermeister
Joachim Ermer war der erste demokratisch gewählte Bürgermeister von Bernsdorf nach der Wende. Eine Mehrheit der Stadtverordneten hat am 23. Mai 1990 für ihn gestimmt.
Bürgermeister Harry Habel wurde 2012 wiedergewählt. Am 23. Juni 2019 wurde er mit 93,8 % der gültigen Stimmen bei einer Wahlbeteiligung von 32,9 % erneut im Amt bestätigt.
| Wahl | Bürgermeister   | Vorschlag | Wahlergebnis (in %) |
| ---- | --------------- | --------- | ------------------- |
| 2019 | Harry Habel     | CDU       | 93,8                |
| 2012 | Harry Habel     | CDU       | 97,3                |
| 2005 | Harry Habel     | CDU       | 68,6                |
| 2001 | Eberhard Menzel | PDS       | 57,4                |
| 1994 | Eberhard Menzel | PDS       | 50,1                |
| 1990 | Joachim Ermer   | CDU       |                     |

### Wappen

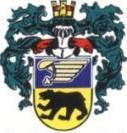
Großes Bernsdorfer Wappen

Beschreibung: Geteilt in Blau und Gold; Oben ein kleeblattgeschmückter stilisierter goldener Adlerflügel, unten ein schwarzer laufender Bär mit ausgeschlagener Zunge.

### Städtepartnerschaften
Seit 1990 besteht eine offizielle Städtepartnerschaft mit Steinenbronn in Baden-Württemberg. Diese Gemeinde ist wiederum verschwistert mit Polla in Italien, mit Le Roeulx in Belgien und mit Quinsac bei Bordeaux in Frankreich. Einige Aktivitäten finden als Ringpartnerschaft mit allen diesen Gemeinden statt, u. a. ein jährliches Jugendtreffen in Polla.

## Kultur und Sehenswürdigkeiten

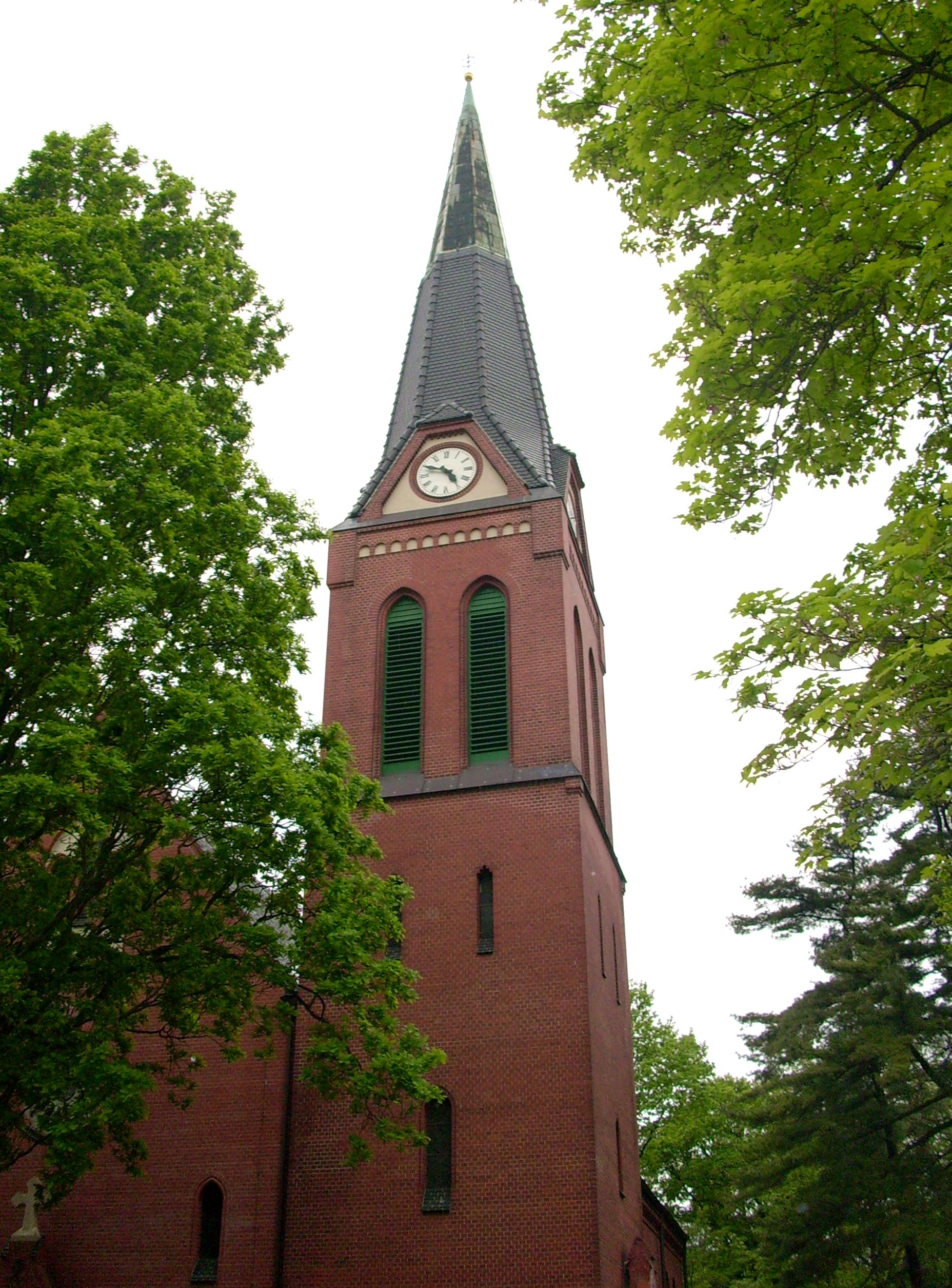
Die Johanneskirche in Bernsdorf

Die evangelische Johanneskirche wurde 1905 im Stil der Neugotik erbaut.

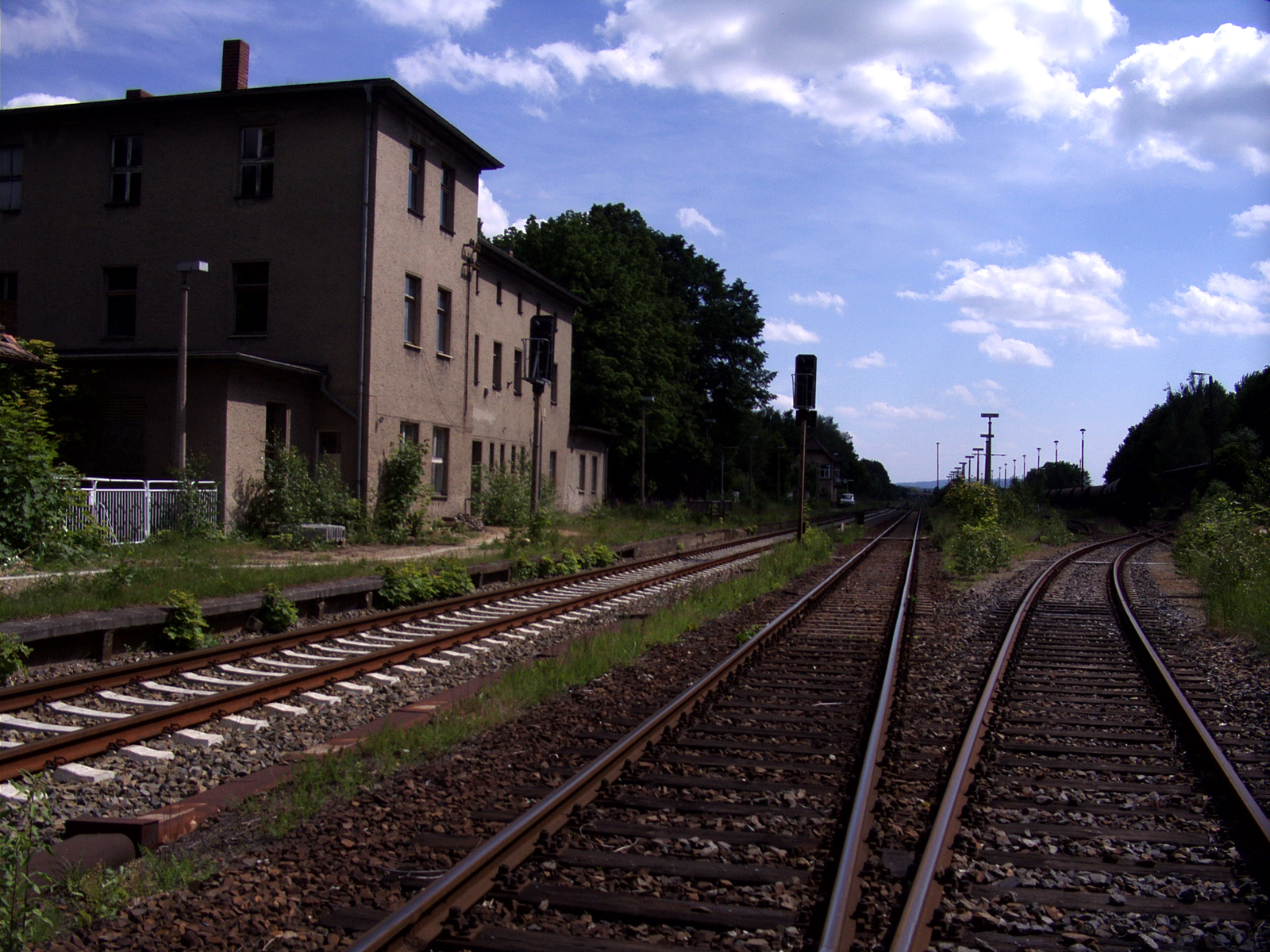
Der Bahnhof Straßgräbchen-Bernsdorf (Oberlausitz) an der Bahnstrecke Lübbenau–Kamenz

Der ortsansässige Sportverein ist die Turn- und Sportgemeinschaft Bernsdorf (TSG Bernsdorf).

### Naturschutz
- Siehe auch: Liste der Naturdenkmale in Bernsdorf (Oberlausitz)

## Wirtschaft und Infrastruktur

### Unternehmen
Die Firma Aluform System GmbH & Co. KG mit Sitz in Bernsdorf stellt Aluminium-Profilbleche her. Die 2009 gegründete Leichtform GmbH verarbeitet am Standort Bernsdorf PUR-Schäume.
Seit 1872 befindet sich in Bernsdorf die von den Gebrüdern Hoffmann gegründete Glashütte. Zu DDR-Zeiten war das Glaswerk unter der Marke Ankerglas bekannt. Nach der Wende ging das Unternehmen 1991 an Gerresheimer, 2000 an BSN Glasspack. Seit 2004 ist die Hütte in Besitz von Owens-Illinois. Heute werden in dem Werk vor allem Flaschen für Spirituosen produziert.
Im Ortsteil Straßgräbchen produziert das Unternehmen TD Deutsche Klimakompressor (TDDK), ein Mitglied der Toyota-Unternehmensgruppe, Verdichter für Fahrzeug-Klimaanlagen.

### Bildung
Die Stadt Bernsdorf verfügt über eine Grundschule sowie eine 2009 gegründete Freie Oberschule mit dem Namen „WIR“.

### Verkehr
Die Bundesstraße 97 quert Bernsdorf von Nordost- in Südwest-Richtung. Die Bundesautobahn 4 und damit die Europastraße 40 verlaufen 30 km südlich von Bernsdorf. Der Bahnhof Straßgräbchen-Bernsdorf (Oberlausitz) liegt an der Bahnstrecke Lübbenau–Kamenz. Der Flughafen Dresden liegt 40 km südwestlich.

## Bundeswehr
Im Dezember 2023 gab das Bundesministerium der Verteidigung bekannt, dass im Bernsdorfer Ortsteil Straßgräbchen eine neue Kaserne mit Standortübungsplatz und -schießanlage entstehen soll. Der neue Bundeswehrstandort soll 800 Dienstposten umfassen, davon 700 Soldaten des neu aufzustellenden Logistikbataillons 471, das vorerst im Camp Oerbke auf dem Truppenübungsplatz Bergen stationiert werden wird. Das Gelände wurde vom Freistaat Sachsen vorgeschlagen. Der Neubau ist eine Maßnahme zum Ausgleich der Folgen des Endes des Braunkohlebergbaus im Lausitzer Braunkohlerevier.

## Persönlichkeiten
- Gerhard Hoffmann (1898–1955), Kapellmeister, Musiker
- Gotthold Anders (1857–1936), Politiker (NLP, DVP), MdL
- Karl Bettin (1930–2022), Politiker (SED), Minister für Glas- und Keramikindustrie und Minister für Leichtindustrie der DDR
- Horst Kosel (1927–2012), Sportwissenschaftler und Hochschullehrer
- Heinz-Karl Kummer (1920–1987), Maler und Grafiker
- Gerhard Möhwald (1920–2012), ehemaliger Bürgermeister und Ehrenbürger
- Ingeborg Schwalbe (* 1935), Leichtathletin, Olympiateilnehmerin
- Christian Rudolph (* 1949), Leichtathlet, Olympiateilnehmer
- Klaus Jürgen Schmidt (* 1944), Rundfunk-Journalist
- Wilfried Seibicke (1931–2009), Germanist, Namenkundler
- Rosemarie Will (* 1949), Rechtswissenschaftlerin
- Gerhard Zschieschang (1931–2012), Mykologe